# Меньшиков, Константин Владимирович
Константин Владимирович Меньшиков (4 декабря 1944, Хабаровск) — советский хоккеист, защитник. Мастер спорта СССР. Судья всесоюзной категории. Тренер.

## Биография
Сын судьи Всесоюзной категории Владимира Меньшикова. Начинал играть в хоккейной школе ЦСКА.
В сезоне 1962/63, в составе ЦСКА, завоевал серебряную медаль молодёжного первенства СССР по хоккею.
В сезонах 1962/63 — 1963/64 играл за СКА Калинин в высшей лиге до отстранения команды от участия в чемпионате в декабре 1963 года. По приглашению тренера Евгения Бабича вместе с ещё четырьмя игроками продолжил сезон в ленинградском СКА.

## Достижения
- Бронзовый призёр чемпионата СССР 1970/71[4]
- Финалист Кубка СССР — 1968, 1971[5]
- Обладатель Кубка Шпенглера 1970[6]
- Победитель чемпионата дружественных армий (в составе сборной вооружённых сил СССР) — 1970[7]
- Второй призёр Кубка Ахерна[англ.] (в составе молодёжной сборной СССР) — 1965[8]
  - Участник Кубка Ахерна (в составе молодёжной сборной СССР) — 1967[9]
- Обладатель Кубка РСФСР — 1971
- Серебряный призёр чемпионата СССР среди молодёжных команд — 1963[3]
- Обладатель рекорда СКА в чемпионатах страны — 229 матчей подряд, с 16 марта 1963 года по 4 апреля 1970[10].

## Память
9 декабря 2009 года Константин Меньшиков был введён в Галерею славы хоккейного клуба СКА. Штандарт с его портретом и номером 2, под которым он играл в СКА, поднят под своды Ледового дворца в Санкт-Петербурге.